# L'Affaire Tournesol
Vous lisez un « bon article » labellisé en 2021.
L'Affaire Tournesol est le dix-huitième album de la série de bande dessinée Les Aventures de Tintin, créée par le dessinateur belge Hergé. L'histoire est d'abord pré-publiée du 22 décembre 1954 au 22 février 1956 dans les pages du journal Tintin, avant d'être éditée en album de soixante-deux planches aux éditions Casterman.
Dans cette nouvelle aventure aux allures de thriller, Hergé s'inspire librement du contexte de la guerre froide pour donner corps à une histoire d'espionnage haletante. Le récit s'ouvre au château de Moulinsart, frappé par une série de phénomènes étranges qui sont en réalité le fait d'un appareil à ultrasons mis au point par le professeur Tournesol. La Syldavie et la Bordurie, deux États imaginaires et rivaux, créés par Hergé pour les besoins du Sceptre d'Ottokar, se livrent une course sans merci pour enlever le savant et s'emparer des plans de l'appareil. Craignant pour la sécurité de leur ami, Tintin et le capitaine Haddock suivent d'abord sa trace en Suisse puis en Bordurie, où ils parviennent finalement, avec l'aide de Bianca Castafiore, à délivrer le professeur.
Considéré par de nombreux tintinologues comme l'album le plus abouti de la série, L'Affaire Tournesol peut être vu comme une satire des totalitarismes de tous bords. La Bordurie emprunte de nombreuses caractéristiques de l'Union soviétique et de son chef Joseph Staline, mort quelques mois avant la publication de l'aventure, mais la trace de l'Allemagne nazie est elle aussi visible à travers les symboles du régime. 
Salué pour sa qualité narrative, L'Affaire Tournesol l'est aussi par la précision et la richesse de ses dessins. Pour la première fois, Hergé se déplace sur les lieux de son action, en Suisse, pour effectuer une série de repérages et représenter les décors le plus fidèlement possible. Ainsi la gare de Genève, l'hôtel Cornavin et les bords du lac Léman, entre autres, sont soigneusement reproduits dans l'album. Malgré la tension permanente, le récit se double d'une succession de gags parmi les plus célèbres de la série, comme ceux du sparadrap du capitaine Haddock et de l'appel à la boucherie Sanzot. L'Affaire Tournesol marque également la première apparition de l’agent d’assurances Séraphin Lampion, figure de l'éternel casse-pieds qui deviendra l'un des personnages récurrents des derniers albums.

## L'histoire

### Résumé

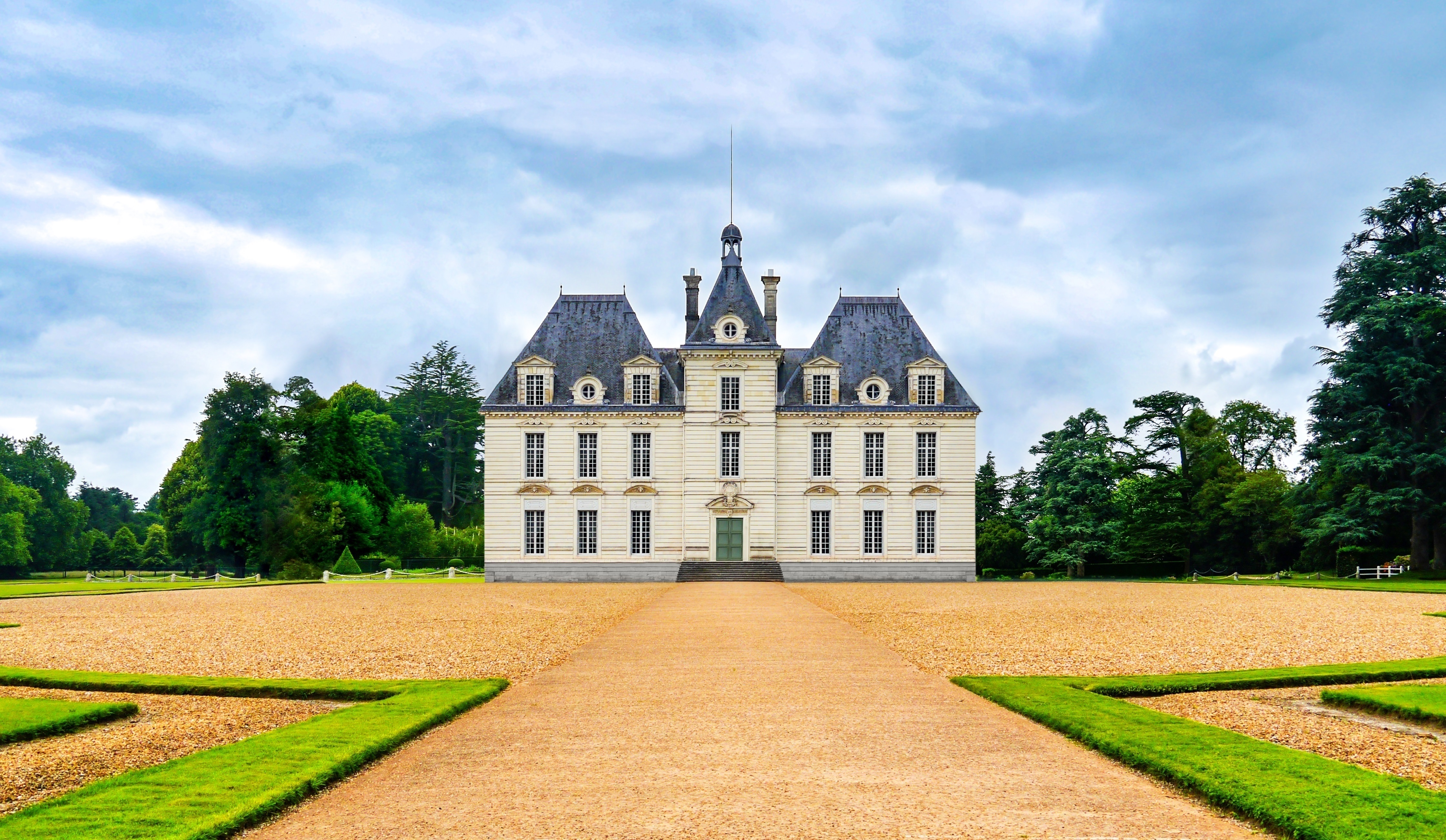
Le château de Moulinsart d'après une photographie modifiée du château de Cheverny.

Au cours d'un orage, de mystérieux évènements frappent le château de Moulinsart : verres, miroirs et porcelaines volent tour à tour en éclats. Un assureur, Séraphin Lampion, passait devant les grilles quand les vitres de sa voiture ont explosé : à la suite de l'incident, il se réfugie dans le château. Bien qu'agacé par la présence de ce nouvel arrivant très envahissant, le capitaine Haddock lui sert un verre de whisky, puis se sert par la même occasion, quand son verre éclate dans sa main. D'abord hilare, Séraphin Lampion est pris de panique quand il se produit la même chose avec son propre verre. L'orage ayant cessé, il décide de prendre congé. Immédiatement, des coups de feu sont échangés dans le parc. Tintin et Haddock s'y précipitent et rencontrent le professeur Tournesol regagnant le château, imperturbable. Cependant, deux trous, visiblement causés par des balles, ont percé son chapeau. En inspectant le parc, les deux héros trouvent un homme à terre blessé et évanoui. Le temps de prévenir la police et de chercher de l'eau pour le blessé, celui-ci a disparu. Tintin suit Milou sur une piste, qui n'aboutit à rien, à l'extérieur du château.
Les bris de verre se poursuivent à Moulinsart les jours suivants, attirant les badauds, et ne cessent qu'après le départ urgent pour Genève du professeur Tournesol. Convaincus que ce dernier est en lien avec les phénomènes étranges des derniers jours, Tintin et le capitaine pénètrent dans son laboratoire, où ils tombent sur un individu masqué qui parvient à s'enfuir. Milou réussit à arracher la poche de son manteau, dans laquelle se trouvent une clé et un paquet de cigarettes bordure sur lequel est inscrite l'adresse de l'hôtel Cornavin, où Tournesol a prévu de descendre.

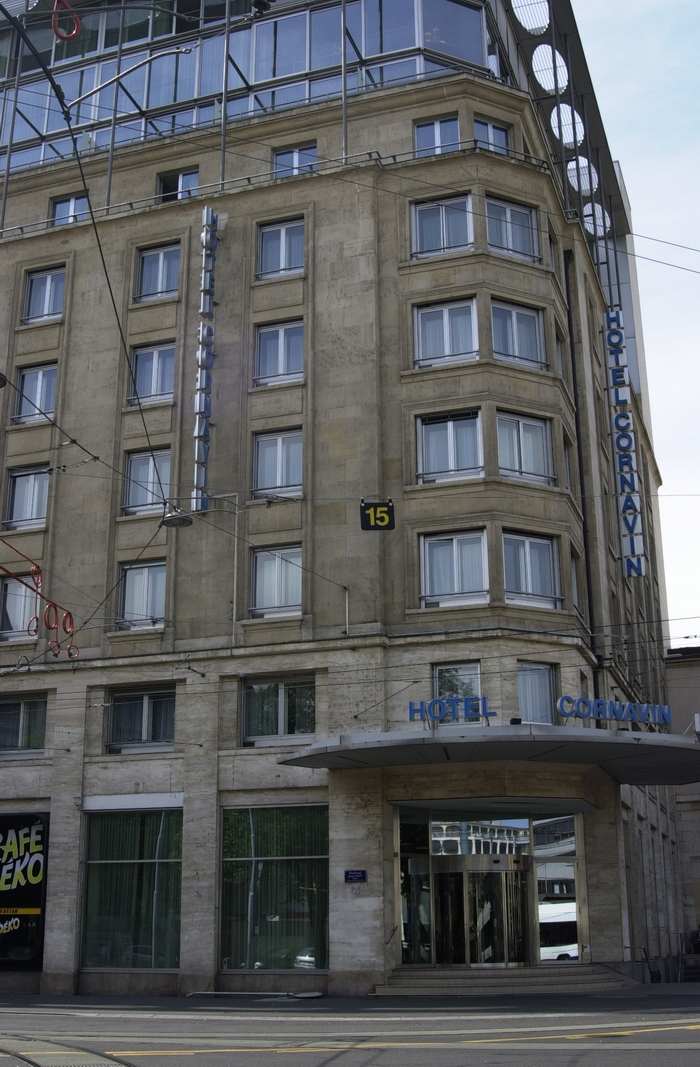
L'hôtel Cornavin à Genève avec ses portes tournantes.

Craignant pour la sécurité de leur ami à Genève, les deux héros décident de l'y rejoindre, mais le ratent de peu. Apprenant que Tournesol doit rencontrer un confrère à Nyon, ils se mettent immédiatement en route, mais leur taxi finit sa course dans le lac Léman, victime d'une queue de poisson opérée par une mystérieuse Citroën 15 noire.
Ils atteignent finalement Nyon, et plus précisément le domicile du professeur Topolino, où la même voiture noire manque de les écraser. Ils pénètrent dans la maison et découvrent d'abord le parapluie de Tournesol, attestant de sa venue, avant de délivrer Topolino qui était enfermé et bâillonné dans sa cave. Ce dernier accuse Tournesol de l'avoir agressé.
En échangeant avec Topolino, Tintin comprend qu'un individu, selon toute vraisemblance un agent secret bordure, s'est fait passer pour Tournesol avant de l'assommer, pour ensuite endosser le rôle de Topolino, accueillir Tournesol et l'enlever. Le professeur explique le motif de leur rencontre : Tournesol travaillait sur une arme à ultrasons, « mais les conséquences de son invention l'effrayaient tellement » qu'il souhaitait en discuter avec un spécialiste. Quelques instants plus tard, une bombe explose dans la maison. Tintin et Haddock s'en sortent miraculeusement, et une fois rétablis, prennent la route de l'ambassade bordure à Rolle, où ils pensent que le professeur est retenu prisonnier. Ils y arrivent en barque, de nuit, et tombent au milieu d'une bagarre rangée entre agents bordures et syldaves. Tournesol leur échappe encore, et au terme d'une course-poursuite rocambolesque, d'abord en hélicoptère, puis en voiture et à pied, Tintin ne peut empêcher un avion syldave de décoller, emmenant à son bord le professeur.
En attendant l'avion qui doit les conduire à Klow, la capitale syldave, Tintin et Haddock découvrent dans le journal que l'avion des ravisseurs syldaves a finalement été détourné vers la Bordurie. Ils embarquent donc pour Szohôd, la capitale bordure, où leur arrivée est annoncée par des agents secrets. Dès leur atterrissage, ils subissent une surveillance rapprochée dont ils ne se débarrassent qu'en se réfugiant dans les coulisses de l'opéra, où ils retrouvent Bianca Castafiore qui les cache dans sa loge quand survient le colonel Sponsz, chef de la police locale, venu rendre hommage à la cantatrice. Le colonel révèle à son insu qu'il détient Tournesol à la forteresse de Bakhine et qu'il possède dans la poche de son manteau l'ordre de libération du professeur, à condition que ce dernier coopère avec les autorités bordures. Tintin et Haddock le subtilisent et le lendemain, grimés en agents de la Croix-Rouge, se présentent à la forteresse pour libérer Tournesol. Les trois amis s'enfuient en voiture mais l'alerte est donnée : à hauteur d'un barrage gardé par un char d'assaut, Tintin perd le contrôle du véhicule et l'envoie dans un ravin. Pendant que les militaires y descendent pour inspecter l'automobile, Tintin et Haddock, sains et saufs, conduisent le professeur, évanoui, dans le char abandonné, à bord duquel ils prennent la fuite.
Ils regagnent alors la frontière syldave, puis la Suisse où dans la poursuite, Tintin et Haddock avaient égaré le parapluie de Tournesol. Ce dernier leur confie avoir caché les plans de son arme secrète dans le manche de l'objet, mais quand celui-ci est retrouvé, les plans ne s'y trouvent pas. C'est finalement à Moulinsart, où Séraphin Lampion s'est entre-temps installé avec sa famille, que Tournesol les retrouve, oubliés dans sa table de chevet. Craignant une mauvaise utilisation de son invention, le professeur décide de détruire les microfilms des plans, avant de provoquer involontairement le départ de Séraphin Lampion.

### Personnages

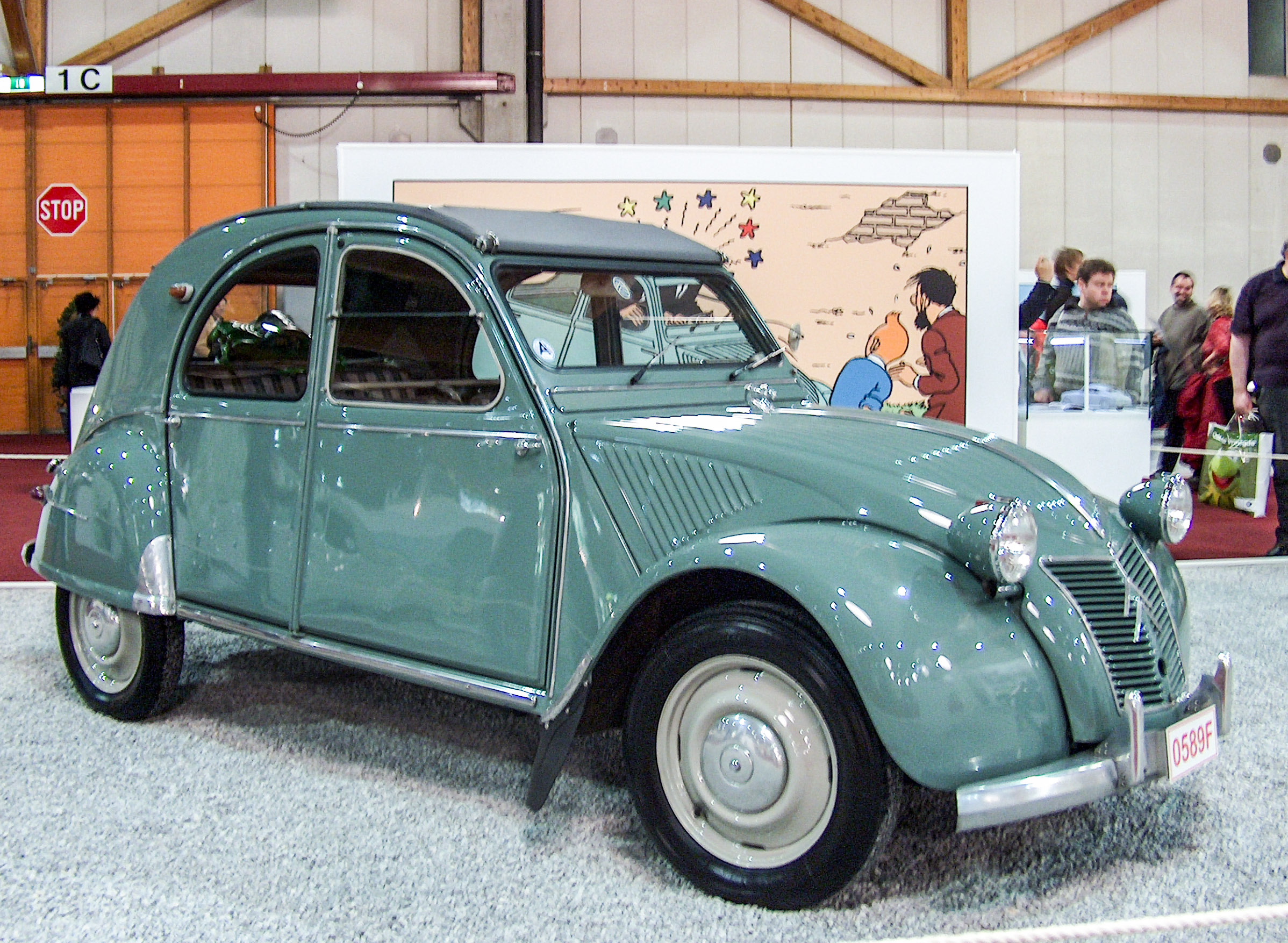
Une 2 CV similaire à celle des Dupondt, qui apparaît pour la première fois dans cet album.

Le capitaine Haddock acquiert une nouvelle posture dans cet album, en confiant dès l'entame à Tintin qu'il n'aspire plus qu'au repos. Cette résistance à l'aventure devient peu à peu une constante des derniers albums de la série[réf. nécessaire], mais elle est à chaque fois contredite par les besoins de l'intrigue. En l'occurrence, il s'agit de libérer le professeur Tournesol, au cœur d'une lutte acharnée entre agents bordures et syldaves qui veulent s'accaparer une arme secrète dont il est l'inventeur. Le professeur joue donc une nouvelle fois le rôle de catalyseur de l'aventure, comme auparavant dans Le Temple du Soleil.
Les détectives Dupond et Dupont sont présents dans l'aventure, mais c'est la première fois depuis L'Étoile mystérieuse qu'un nombre aussi faible de cases leur est consacré. Ils n'apparaissent qu'à deux reprises dans le récit, brièvement : d'abord, ils arrivent à Moulinsart à bord de leur 2 CV pour enquêter sur les mystérieux évènements qui se produisent au château, puis une autre fois en Suisse, vêtus d'un costume traditionnel appenzellois où, venus rendre visite à Tintin et Haddock à la clinique, ils y sont soignés à leur tour après une immanquable chute.
C'est la troisième fois que Bianca Castafiore apparaît physiquement dans la série, mais au contraire de ses précédentes apparitions, elle n'est pas moquée dans cette aventure [réf. nécessaire] et bien que sa tenue ne perde rien de son extravagance, elle est d'une aide précieuse pour le capitaine et Tintin, jouant un rôle décisif dans la libération du professeur. D'autres personnages font leur première apparition, comme le colonel Sponsz, chef de la police bordure, dans le rôle traditionnel du méchant, et l'assureur Séraphin Lampion, personnage aussi casse-pieds qu'hilarant.

### Lieux de l'action

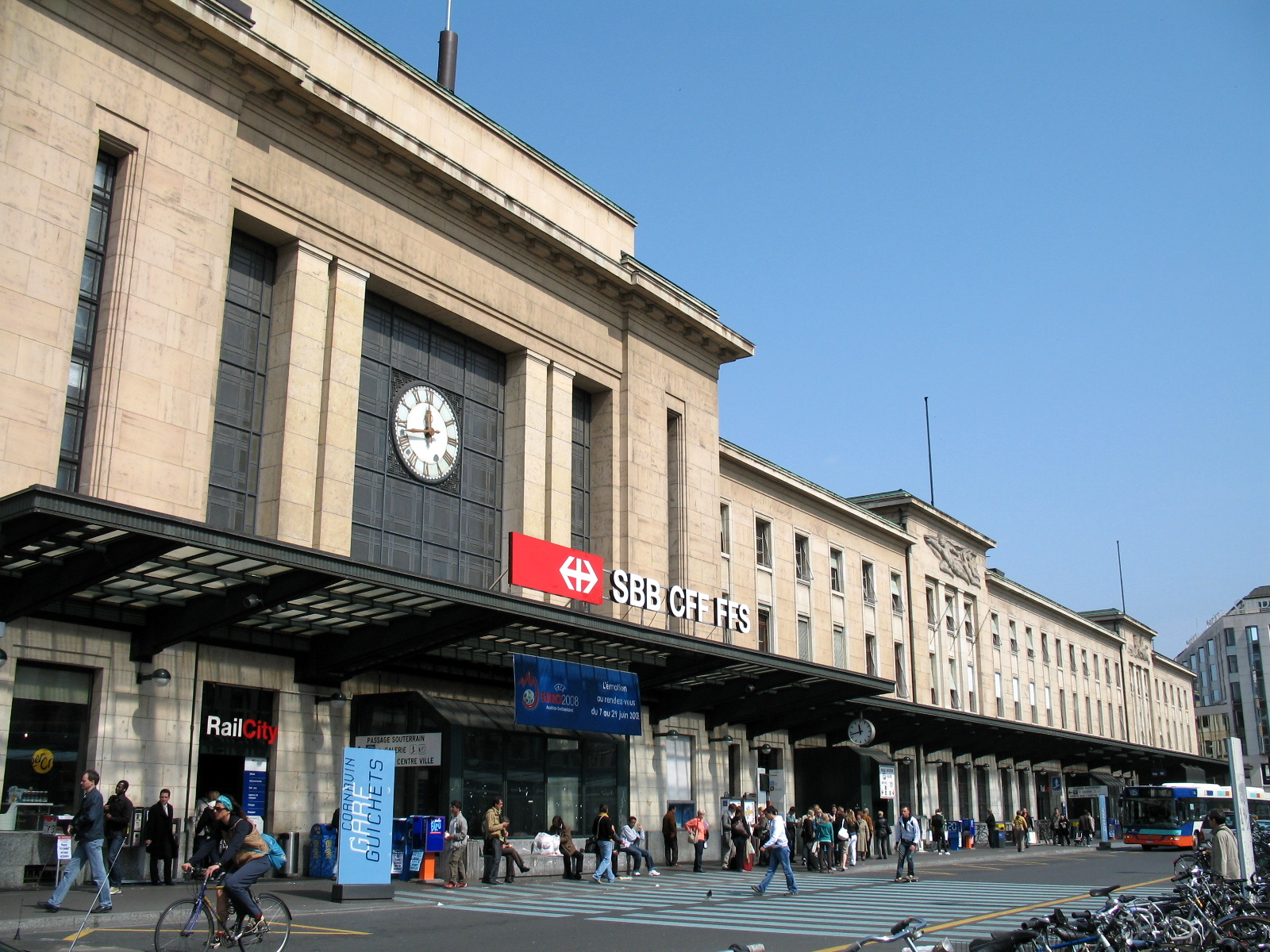
La gare de Genève-Cornavin.

L'histoire s'ouvre au château de Moulinsart et dans sa campagne environnante. Apparue dans le diptyque formé par Le Secret de La Licorne et Le Trésor de Rackham le Rouge, cette demeure décentrée, qui est aussi un château, représente pour les lecteurs contemporains d'Hergé un refuge paisible et idéal, préservé des nuisances et des conflits dans le contexte de la guerre froide. Pour autant, L'Affaire Tournesol rompt avec cette image de sérénité : dès la deuxième planche, dans la dernière case, Tintin et le capitaine Haddock qui se promènent dans le parc sont espionnés à leur insu par un agent secret syldave, lui-même observé par un contre-espion bordure. Cette composition en abyme introduit la menace dans cet environnement d'apparente tranquillité et révèle ce qui sera le cœur de l'intrigue dans la suite de l'album.

Le lac Léman à Nyon.

À partir de la planche 17, l'action se déroule en Suisse. C'est d'ailleurs le seul album de la série dans lequel l'action s'y déroule en partie, si l’on excepte quelques cases du Lotus bleu montrant une première scène se déroulant en Suisse, sans nommer le pays, et plus précisément à Genève où la Société des Nations est implantée . Tintin et le capitaine Haddock atterrissent à l'aéroport de Genève-Cointrin, puis au gré de leurs recherches, ils parcourent de nombreux lieux réels, comme la gare et l'hôtel Cornavin, la ville de Nyon et les bords du lac Léman, ou fictifs mais inspirés de lieux réels, comme l'ambassade bordure qu'Hergé situe à Rolle,.
Pendant la course-poursuite qu'ils mènent en hélicoptère pour tenter de rejoindre les ravisseurs de Tournesol, Tintin et le capitaine traversent le lac et se trouvent alors en France, et plus précisément en Haute-Savoie, d'abord sur une route dans les environs de Cervens, puis dans un village qui ressemble à celui de Bons-en-Chablais. Réduits à faire de l'auto-stop à la suite de la panne de leur hélicoptère, ils sont embarqués à bord d'une Lancia Aurelia B20, un véritable bolide, conduit par un Italien qui parvient à coincer la grosse voiture américaine des ravisseurs par une « savantissime petite queue dé sardine… ». Toutefois les malfaiteurs — qui ont dissimulé Tournesol (chloroformé) dans une cachette sous la banquette arrière — réussissent à s'échapper avec les excuses du conducteur italien, qui prend Tintin et Haddock pour des imposteurs.
L'aventure se poursuit en Bordurie, où Tintin et le Capitaine retrouvent la trace du professeur Tournesol. Ce pays imaginaire, créé avant la Seconde Guerre mondiale par Hergé pour Le Sceptre d'Ottokar, en même temps que la Syldavie dont il est l'antagoniste, présente de nombreuses caractéristiques qui le rapprochent de l'Union soviétique. 
Les deux héros séjournent d'abord dans la capitale, Szohôd, avant de délivrer le professeur à la forteresse de Bakhine. Après leur fuite, ils effectuent même un court passage à la frontière syldave, avant de rentrer à Moulinsart via la Suisse.

#### De nouveaux entrants hauts en couleur

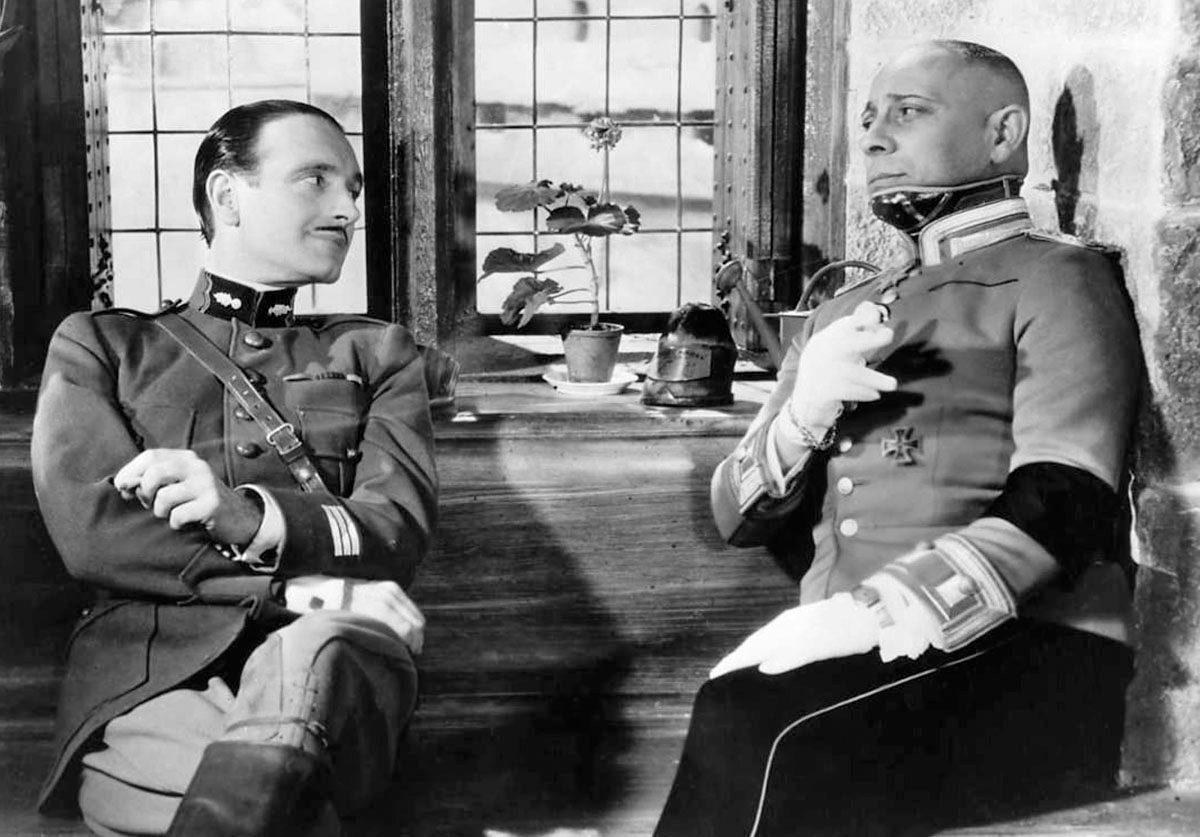
L'acteur Erich von Stroheim (à droite) a inspiré le dessin du colonel Sponsz.

### Adaptations

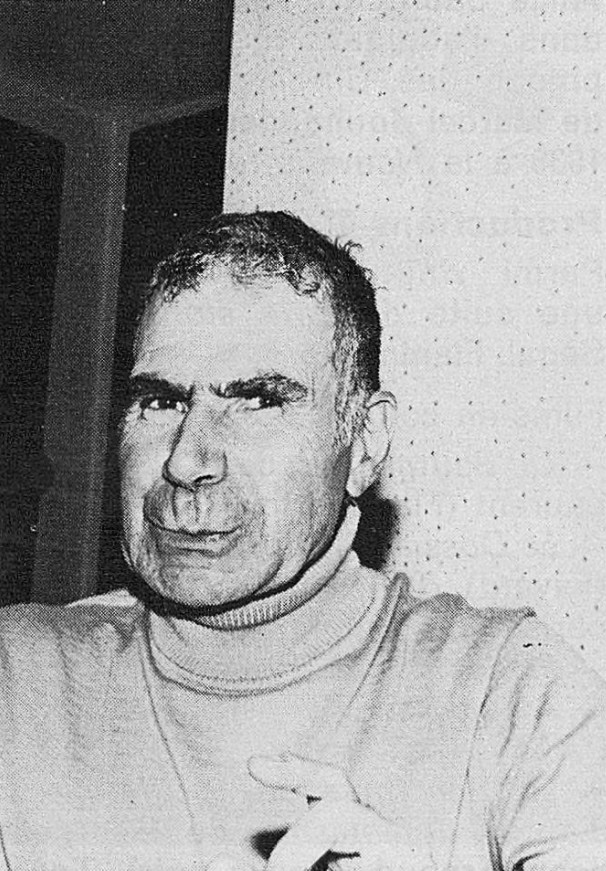
Jacques Dufilho prête sa voix au professeur Tournesol pour l'adaptation radiophonique de l'aventure.

### Dans l'art contemporain

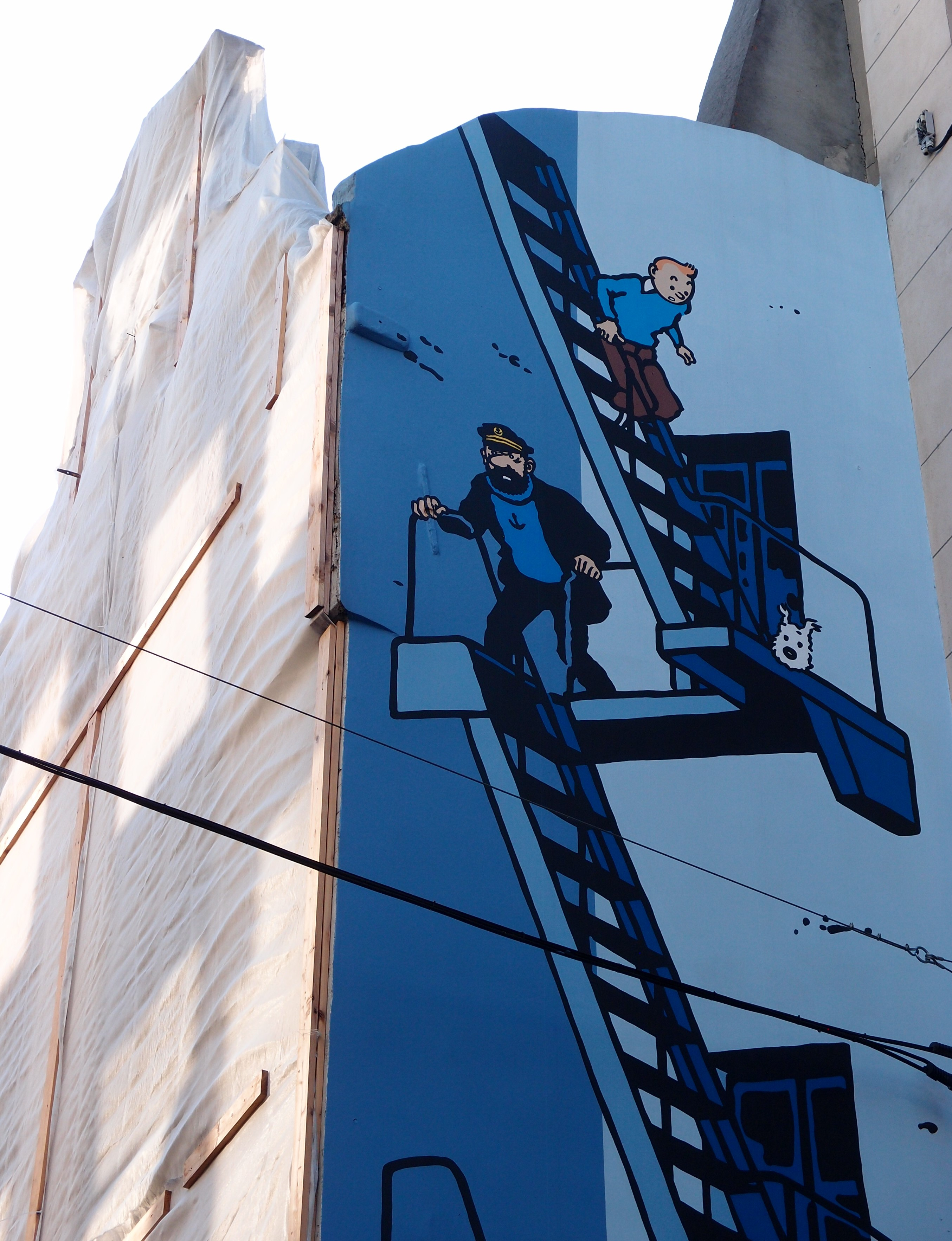
Tintin et Haddock sur le parcours BD de Bruxelles.

#### Arpitan / francoprovençal

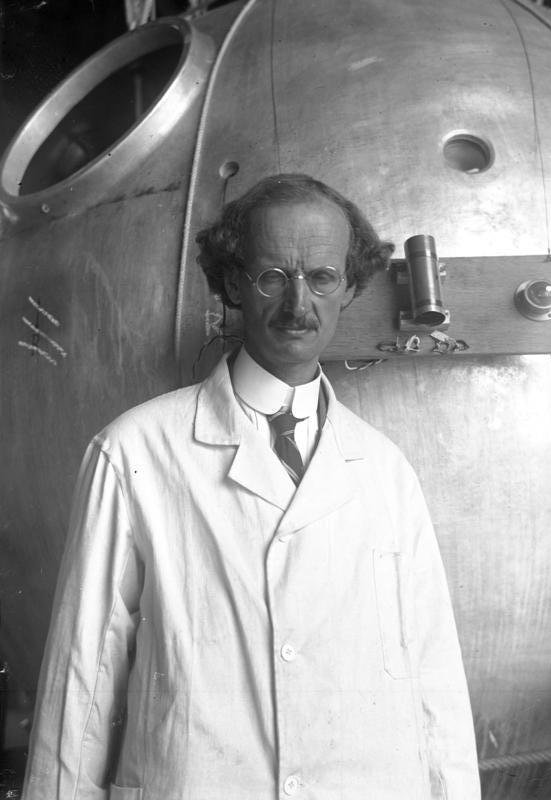
Auguste Piccard, le savant qui a inspiré le personnage du professeur Tournesol.

## Création de l'œuvre

### Contexte d'écriture

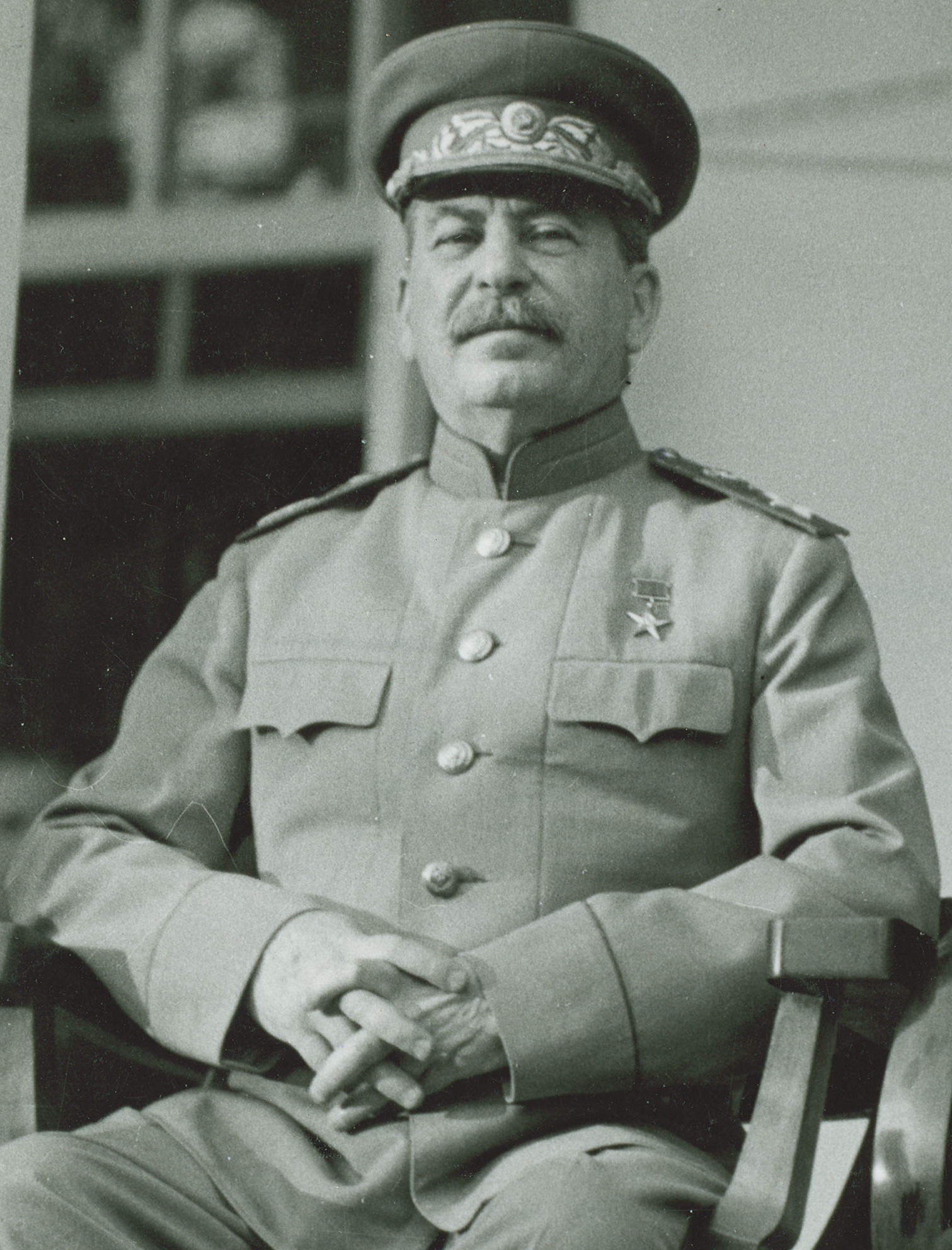
Joseph Staline a inspiré le personnage du maréchal Plekszy-Gladz.

Quand il entame la création de L'Affaire Tournesol, Hergé souffre depuis plusieurs années d'une dépression chronique, ce qui le fatigue et le pousse parfois à interrompre la publication de ses œuvres. Pour autant, Tintin devient peu à peu une icône internationale : les ventes d'albums s'envolent et les studios Hergé poursuivent leur développement en faisant l'acquisition de bureaux plus grands, sur l'avenue Louise à Bruxelles. Le journal Tintin, créé en 1946, profite de l'émulation qui naît de sa rivalité avec Spirou, les deux hebdomadaires adoptant des tons totalement différents, ce qui leur permet de toucher un large public sans souffrir de la concurrence.
Pour mettre au point son scénario, Hergé l'inscrit dans le contexte de la guerre froide, qu'il transpose dans une rivalité entre la Syldavie et la Bordurie, deux États fictifs qui font leur réapparition, quinze ans après Le Sceptre d'Ottokar. La création de cette aventure commence quelques mois seulement après la mort du dirigeant soviétique Joseph Staline, dont Hergé s'inspire librement pour créer le personnage du maréchal Plekszy-Gladz.

### Écriture du scénario et conception de l'œuvre
Après avoir réalisé successivement trois diptyques, Hergé renoue avec le principe d'une histoire contenue dans un seul album. Le scénario de cette nouvelle aventure doit beaucoup à l'apport de ses collaborateurs des Studios Hergé. Ainsi, le gag du sparadrap est une idée de Jacques Martin, « omniprésent dans la conception de cet album ».
Ce travail en équipe conduit également l'auteur à modifier ses méthodes de travail. Si Hergé continue d'assurer seul le découpage de l'histoire, en réalisant une série de croquis agrémentés de quelques dialogues, les crayonnés sont désormais effectués sur des feuilles distinctes de la planche définitive, de manière que les différents collaborateurs puissent intervenir plus facilement sur la même page. Comme à son habitude, Hergé se charge du dessin des personnages tandis que ses assistants s'occupent du décor et des costumes.

### Sources et documentation

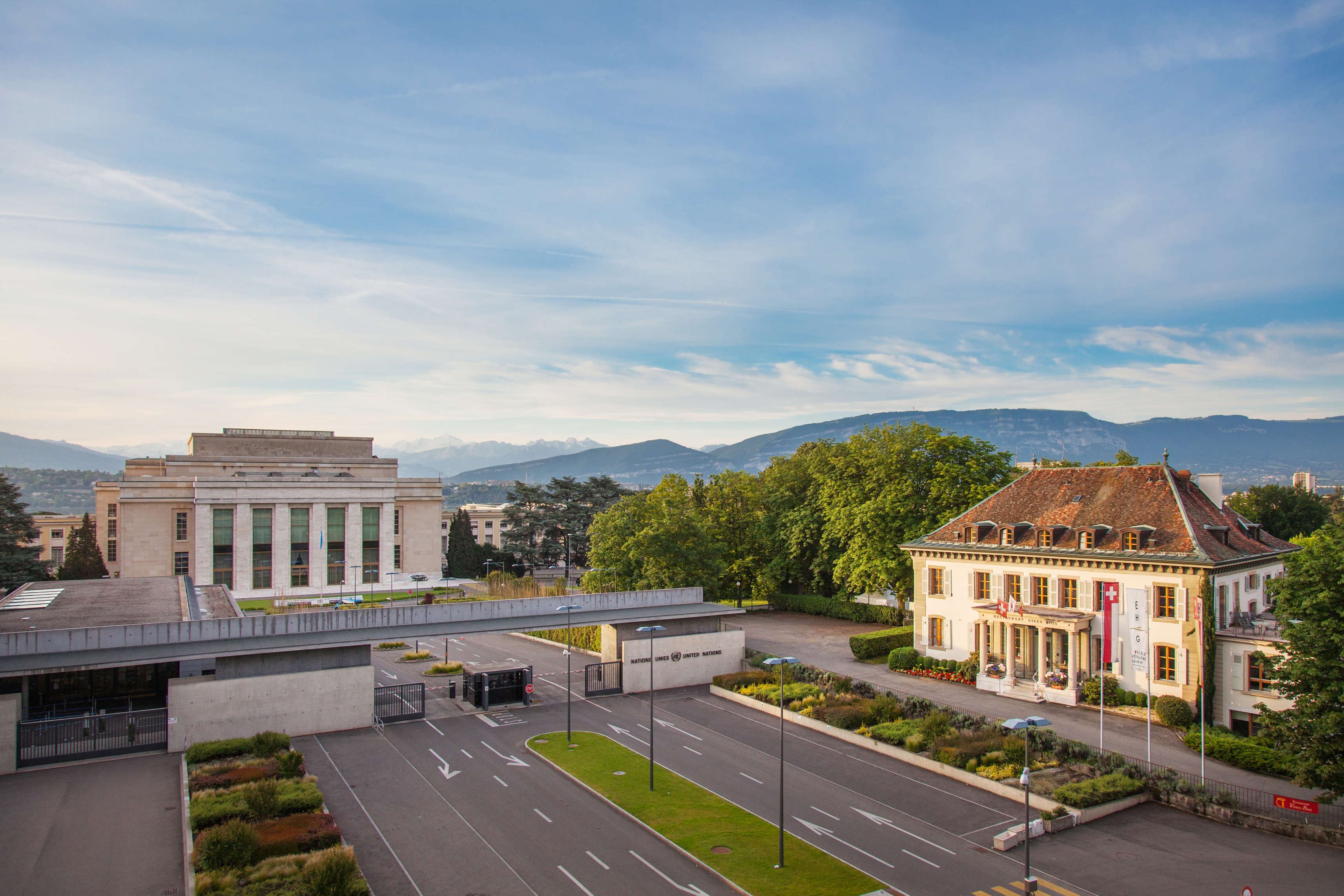
L'école hôtelière de Genève, à droite.

Pour la première fois dans l'histoire de la série, Hergé, qui a l'habitude de séjourner en Suisse, effectue des repérages sur les lieux de l'action, c'est pourquoi de nombreux lieux sont reproduits fidèlement. Tintin et le capitaine Haddock atterrissent à l'aéroport de Genève-Cointrin dont l'aérogare est fidèlement représentée. Un autobus de la compagnie Swissair les conduit ensuite à la gare de Genève-Cornavin dont le fronton est lui aussi représenté fidèlement. En revanche, Hergé s'inspire probablement d'une gare belge pour dessiner une verrière à l'intérieur de celle de Genève qui n'en comporte pas. 
Le dessinateur profite de ses voyages pour réaliser une série de croquis, notamment de paysages ou de propriétés situées à Rolle et Nyon, ainsi que sur les rives du lac Léman pour repérer l'endroit précis où une voiture peut quitter la route et chuter dans l'eau, après la sortie de Genève. La maison du professeur Topolino, sur la route de Saint-Cergue à Nyon, existe elle aussi, même si elle porte en réalité le no 113 et non le no 57 bis comme dans l'album,. 
Quand Tintin et Haddock marchent dans les rues de la ville après leur sortie de l'hôpital, ils passent devant la statue dite de « Maître Jacques »,. De même, deux bâtiments réels servent de modèle à l'ambassade de Bordurie que l'auteur situe à Rolle : d'une part le château du Reposoir, à Pregny-Chambésy, où Hergé avait rendu visite au roi des Belges Léopold III, en exil en 1947, d'autre part l'école hôtelière de Genève,,. 
L'hôtel Cornavin de Genève est lui aussi fidèlement reproduit, même si Hergé commet une erreur en logeant le professeur Tournesol dans la « chambre 122 », au premier étage, qui n'existe pas. Depuis la parution de l'album, la direction de l'hôtel a néanmoins installé une porte contre un mur, portant le no 122, afin que la réalité rejoigne la fiction. Hergé reproduit néanmoins fidèlement la porte tambour de l'entrée de l'hôtel et l'utilise pour mettre en scène un gag aux dépens du capitaine. D'autres éléments de détail apportent une couleur locale aux différentes scènes. Ainsi, un tableau représentant le mont Cervin orne les murs du salon de la villa du professeur Topolino, tandis que des affiches à l'entrée vantent les mérites touristiques du lac des Quatre-Cantons et de la station de Saint-Moritz. À la réception de l'hôtel Cornavin figure un morceau d'une autre affiche promouvant la ville de Lugano. 
Chez le professeur Topolino, le capitaine Haddock porte un intérêt tout particulier à une bouteille de La Côte 1947. Hergé apporte également un soin à la précision des plaques d'immatriculation : le taxi qui conduit les héros de l'aéroport au centre de Genève porte une plaque commençant par les lettres « GE », qui correspond au Canton de Genève, tandis que les véhicules suivants, comme la jeep des pompiers de Nyon, portent des plaques commençant par « VD », l'indicatif du Canton de Vaud.
La reproduction de véritables titres de presse renforce le réalisme de l'œuvre. Ainsi dans le hall de l'hôtel Cornavin, les deux agents bordures qui espionnent Tintin et le capitaine sont en train de lire un numéro du Journal de Genève, un quotidien dans lequel Haddock apprend, un peu plus tard, que l'avion des ravisseurs syldaves de Tournesol a été dérouté vers la Bordurie. Le kiosque où le capitaine achète ce journal compte sur sa devanture des réclames pour Marie Claire et L'Écho Illustré, l'hebdomadaire catholique qui publie les aventures de Tintin en Suisse depuis 1932. Haddock achète également deux autres magazines qu'il tient sous son bras, dont un numéro de L'Écho Illustré parfaitement identifiable puisqu'il s'agit d'une copie du numéro du 16 juillet 1955 qu'Hergé venait de recevoir au moment de réaliser son dessin et sur la couverture duquel figure Max Petitpierre, alors président de la Confédération suisse, et Paul Chaudet. Le dessin étant minuscule, seule leur silhouette est identifiable dans la vignette d'Hergé.
Hergé s'est également documenté sur les voitures qu’il met en scène dans l'album. Ainsi, l'image de couverture pourrait être inspirée d'une photographie de la sortie de route de Phil Hill lors de la Carrera Panamericana de 1953 et le conducteur italien Cartoffoli di Milano est sans doute inspiré du pilote Giuseppe Farina. Fidèle à son habitude, Hergé copie des modèles de véhicules existants, comme la Lancia Aurelia conduite par Cartoffoli di Milano, la Land Rover Serie I des gendarmes belges, la Mercedes 300 du corps diplomatique bordure à Genève, la 15 CV Citroën noire des agents bordures à Nyon ou encore la Citroën 2 CV des Dupondt. Le dessinateur se permet toutefois quelques fantaisies : il représente cette dernière dans un coloris vert alors qu'elle n'existait qu'en gris au moment de la parution de l'album. De même, le cabriolet jaune dans lequel Tintin, Haddock et Tournesol prennent la fuite à la fin de l'album est une invention : le véhicule reprend l'allure du cabriolet Mercedes 220Se mais sa prise d'air sur le capot s'inspire de la Facel Vega HK 500. Hergé sollicite également Jean Dupont, rédacteur en chef de L'Écho illustré, l'hebdomadaire détenteur des droits de diffusion des Aventures de Tintin en Suisse, pour photographier des véhicules de pompiers de la ville de Nyon.

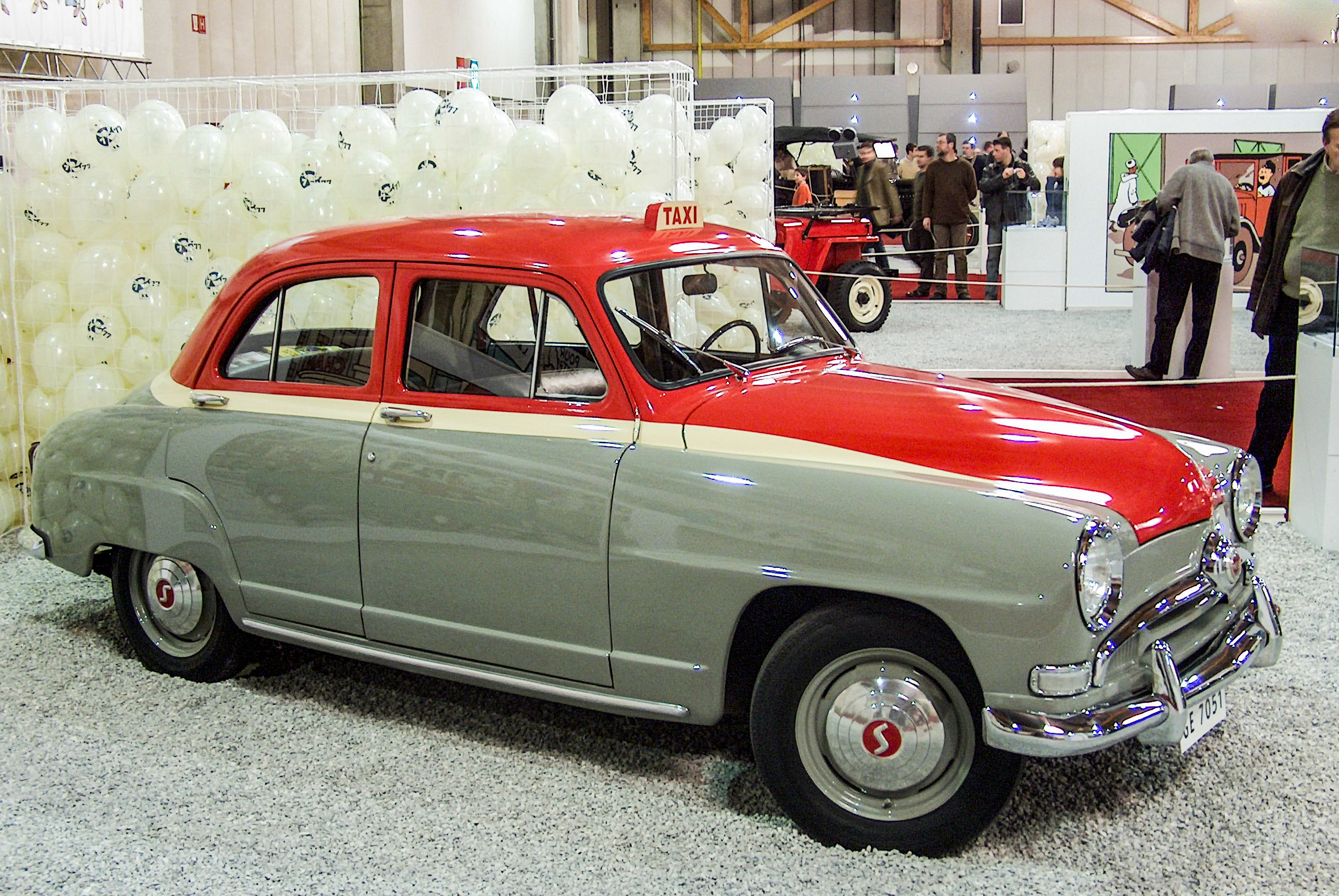
Le taxi Simca Aronde que Tintin et le capitaine empruntent pour se rendre à Nyon et qui finit dans le lac Léman.
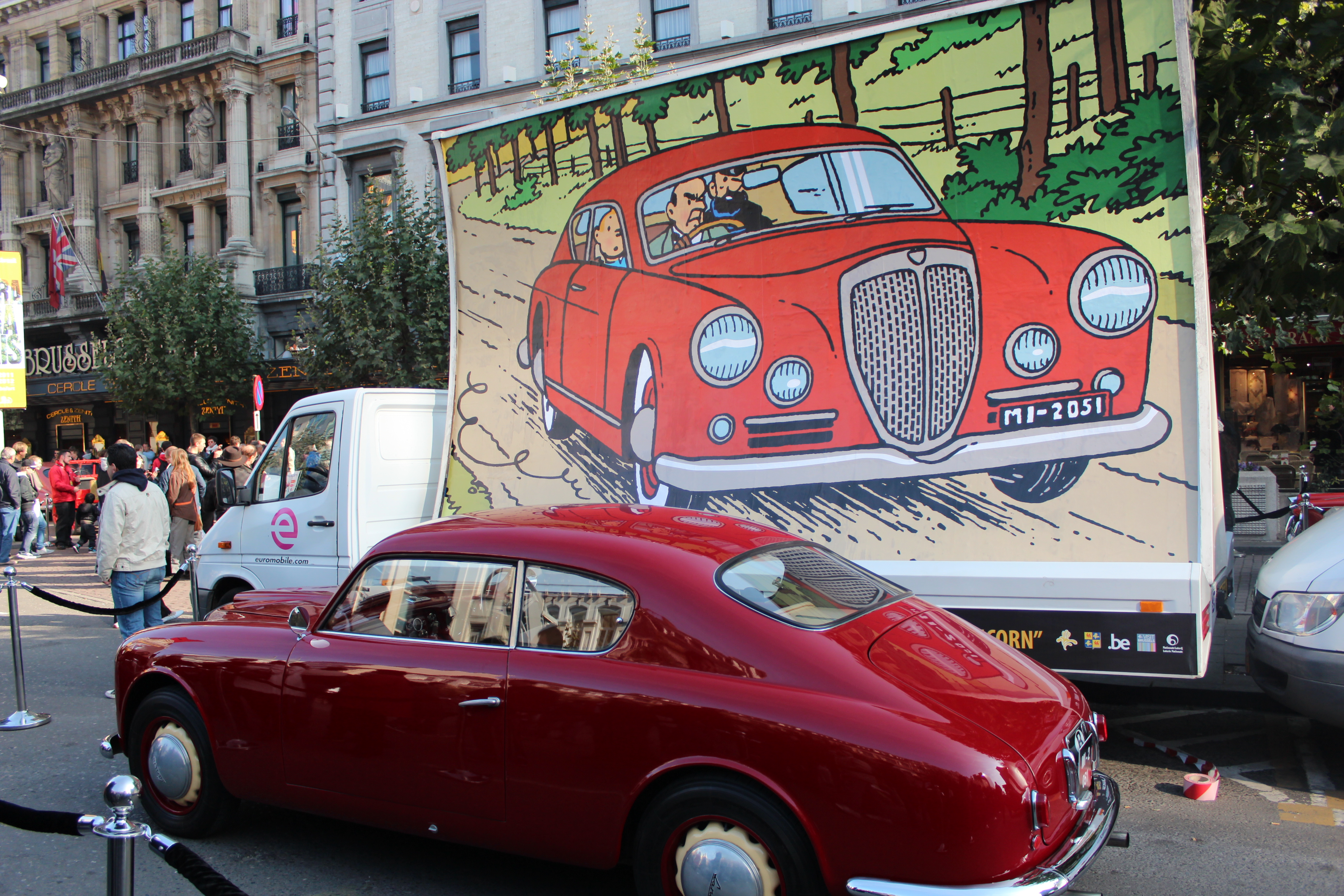
La Lancia Aurelia utilisée pour la course poursuite.
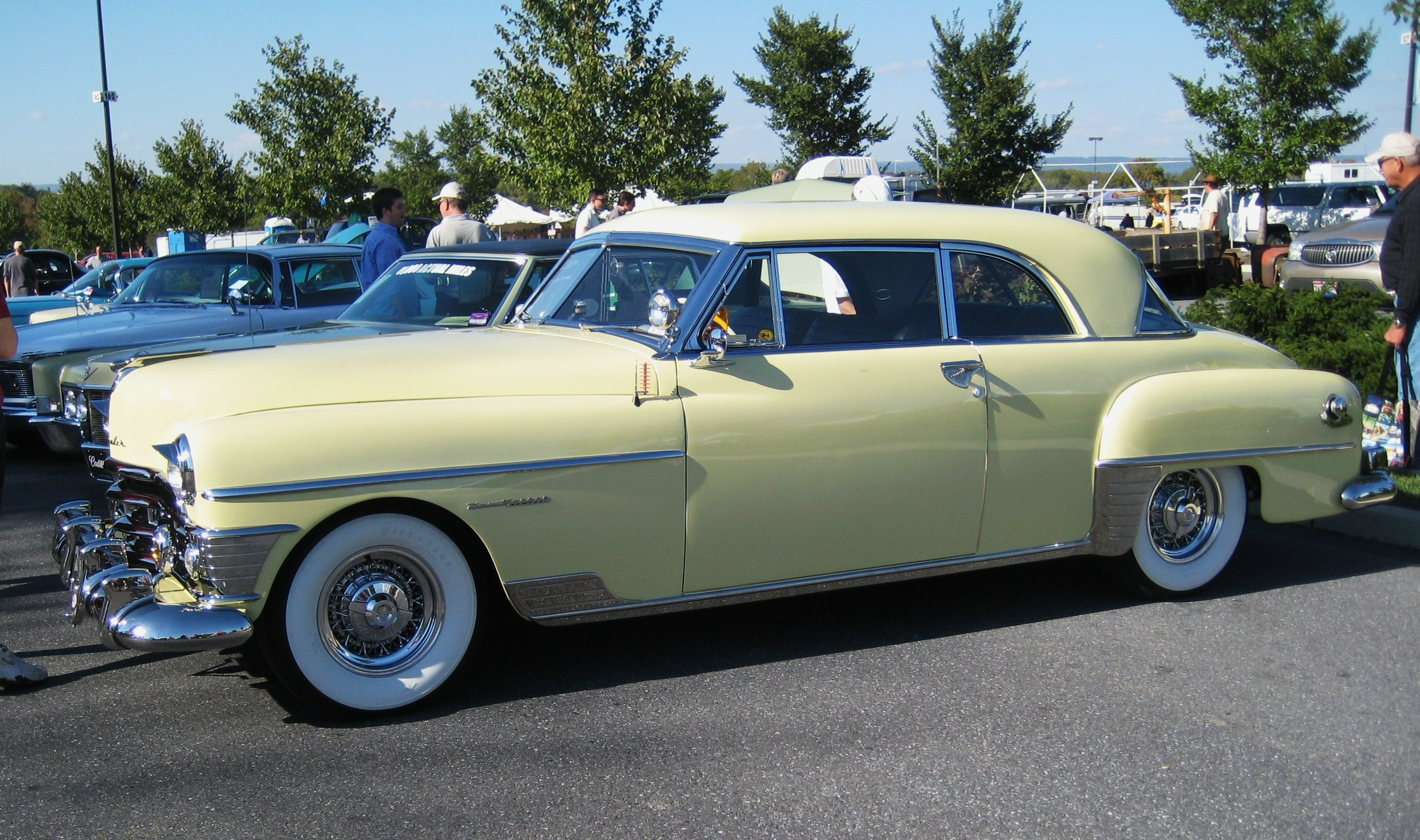
La Chrysler New Yorker utilisée par les ravisseurs.

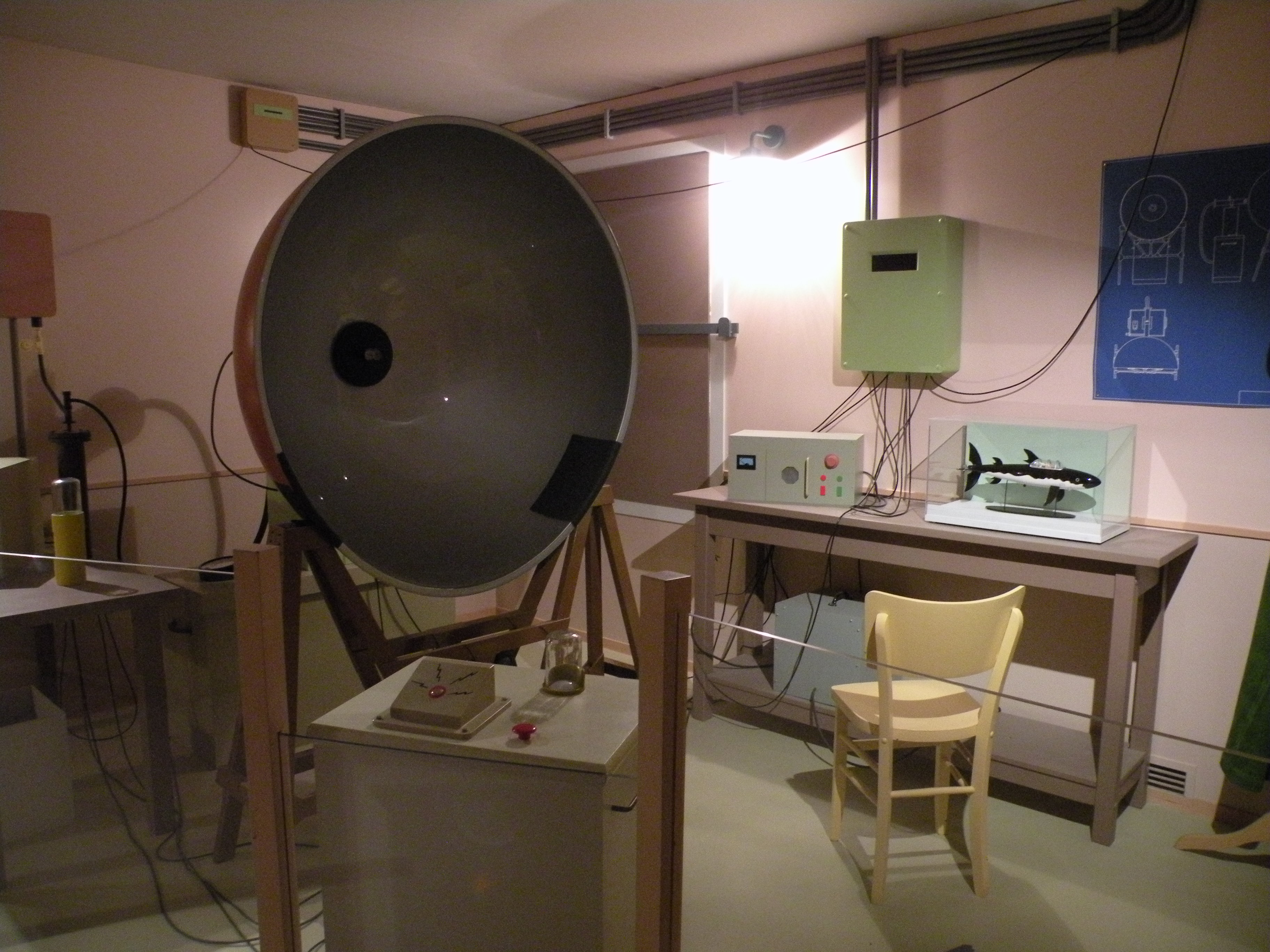
Reconstitution du laboratoire de Tournesol au château de Cheverny.

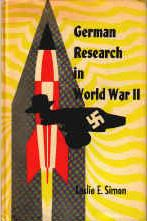
Couverture d'un livre reproduite dans l'album.

L'amplification par ultrasons que met au point le professeur Tournesol est librement inspirée des recherches conduites sous le Troisième Reich par les services du ministère de l'Armement d'Albert Speer. Certains de ces travaux visaient à construire des projecteurs paraboliques capables d'amplifier grandement le son. Toutefois ce programme ne dépassa pas le stade expérimental.
Pour dessiner le laboratoire du professeur Tournesol à Moulinsart, Hergé suit les conseils de l'astronome Armand Delsemme, qui lui fournit également un exemplaire du livre de Leslie Earl Simon, German Research in World War II (en français : Recherche allemande pendant la Seconde Guerre Mondiale), dont Hergé reproduit la couverture dans une des cases de l'album, en prenant soin de retirer la croix gammée qui orne l'avion.
Dans cet album, Hergé fait de la Bordurie un État totalitaire. Pour ce faire, il s'inspire directement de l'Union soviétique et de son dirigeant Joseph Staline, mort quelques mois avant la publication de la première planche. Comme en URSS, le maréchal Plekszy-Gladz règne en maître sur son pays, et le culte de la personnalité dont il est l'objet rappelle fortement celui dont bénéficiait Staline.

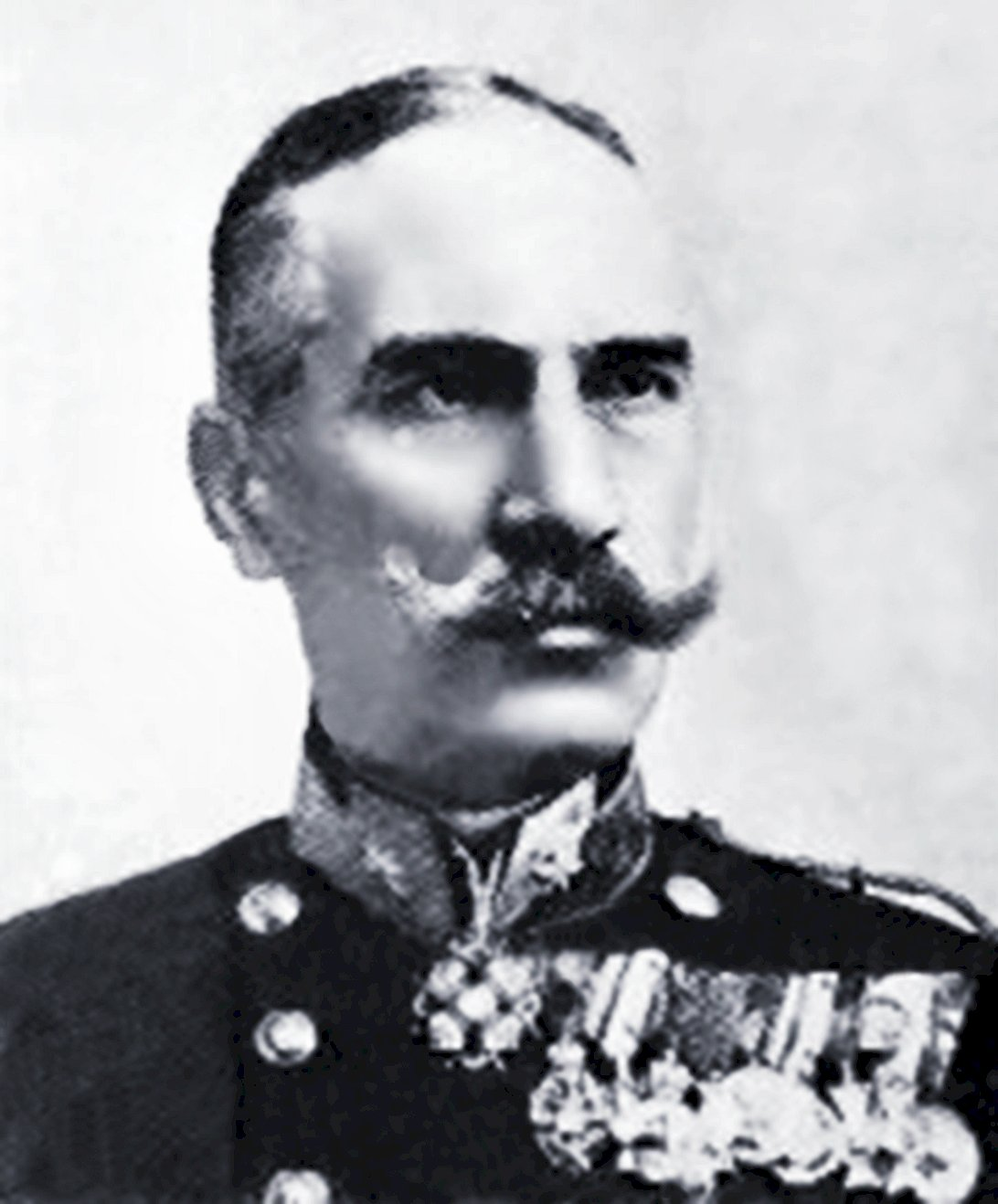
Moustaches en guidon, comme celles portées par Plekszy-Gladz.

Hergé fait notamment de sa moustache un symbole omniprésent dans la société bordure : il est présent sur le drapeau bordure, toutes les voitures bordures, sur le brassard que portent les hauts dignitaires du régime ou sur les documents administratifs, et jusque dans le lexique bordure sous la forme d'un accent circonflexe au-dessus de la lettre o. L'expression « Par les moustaches de Plekszy-Gladz » est également le juron favori des agents bordures. Comme il l'avait fait pour le syldave, à l'occasion de l'écriture du Sceptre d'Ottokar, Hergé s'inspire de mots flamands, rehaussés simplement de ce diacritique. Ainsi la capitale Szohôd, le poste frontalier Tzôhl et l'hôtel Zsnôrr rappellent les mots flamands signifiant « fou », « douane » et « moustache ».
Une seule vignette présente le portrait du dictateur, accroché dans le bureau du chef de la police de l'aéroport de Szohôd, mais des bustes ou des statues à son effigie sont visibles partout dans la capitale, comme celle de la place Plekszy-Gladz, à proximité de l'hôtel où sont logés Tintin et le capitaine, ou encore sous le porche d'entrée de l'opéra. Si l'influence du régime soviétique est prégnante, celle de l'Allemagne nazie est elle aussi manifeste : le salut fasciste « Heil Hitler » se retrouve dans le salut bordure, « Amaïh Pleksy-Gladz », tandis que les uniformes et les brassards portés par les militaires bordures sont très proches de ceux des nazis,. De son côté, le personnage du colonel est inspiré physiquement de l'acteur Erich von Stroheim.

### Apparitions et clin d'œil

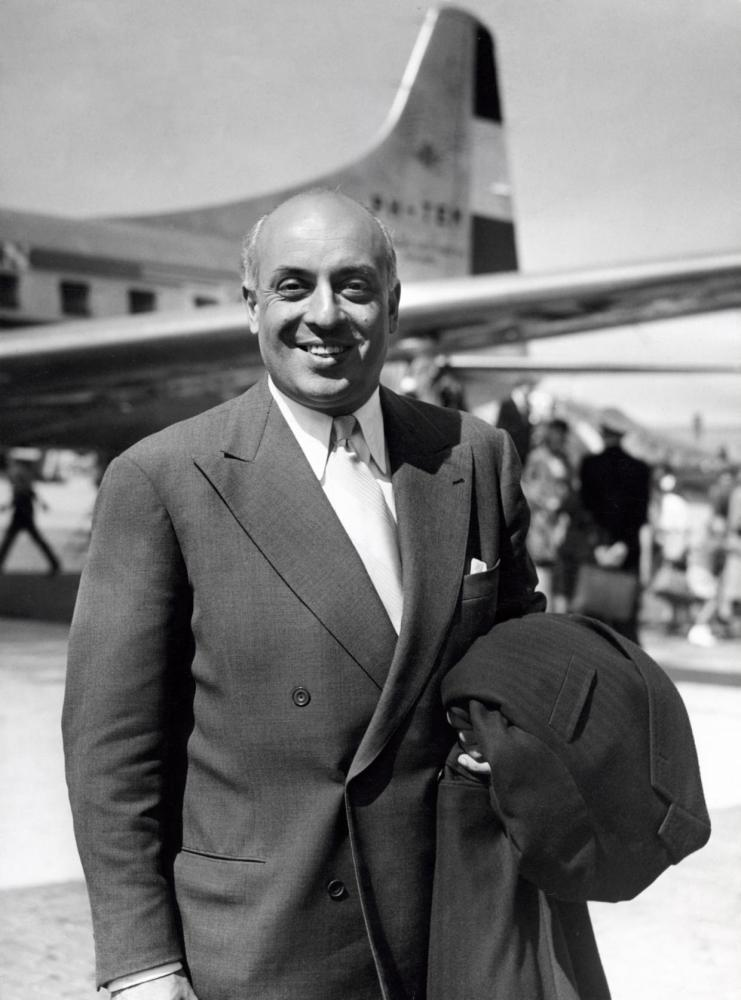
Ray Ventura, dont Séraphin Lampion entonne une des chansons.

## Parution

Le logo du Journal de Tintin à l'époque de la parution de l'histoire.

### Analyse critique et place de l'album au sein de la série

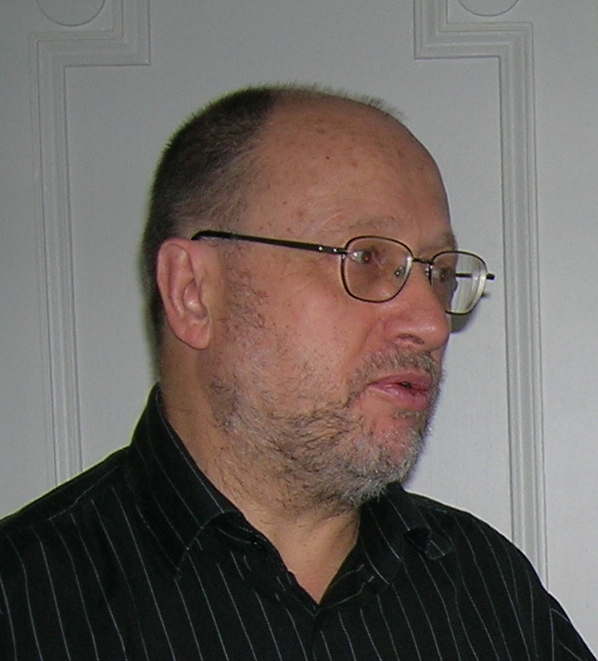
Jean-Marie Apostolidès.
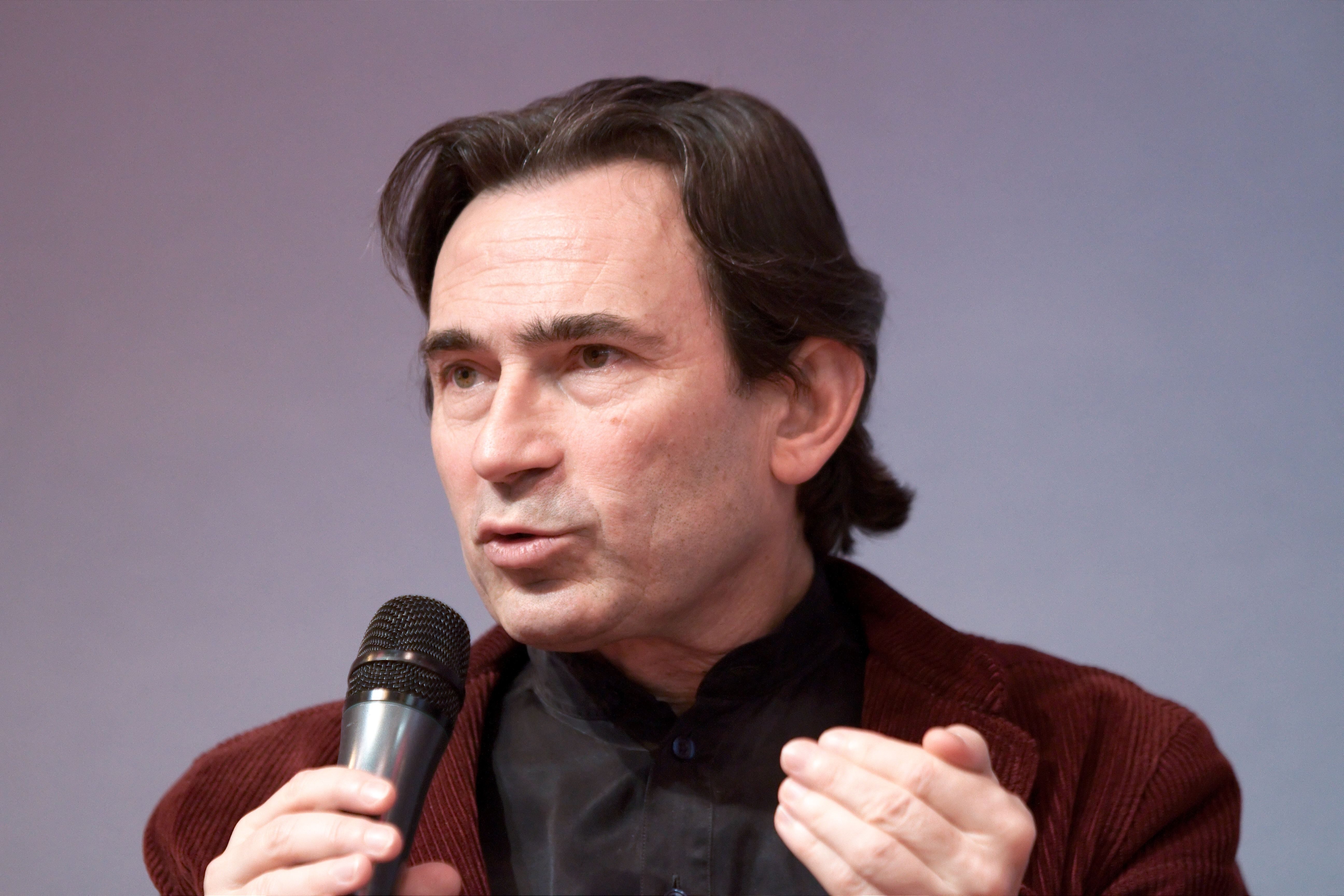
Benoît Peeters.
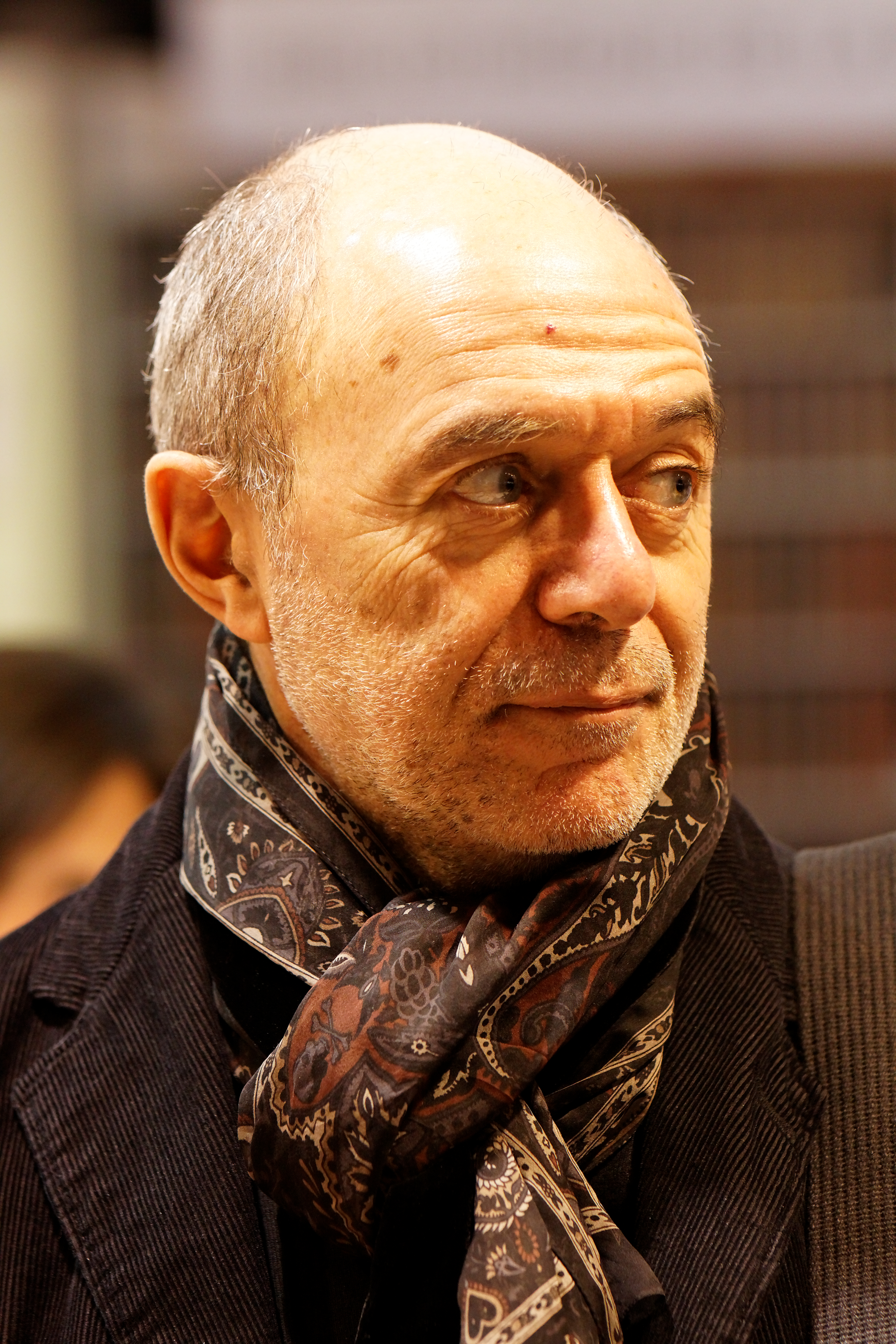
Pierre Assouline.

### Portée philosophique

Le brassard porté par les militaires bordures.

### Style graphique

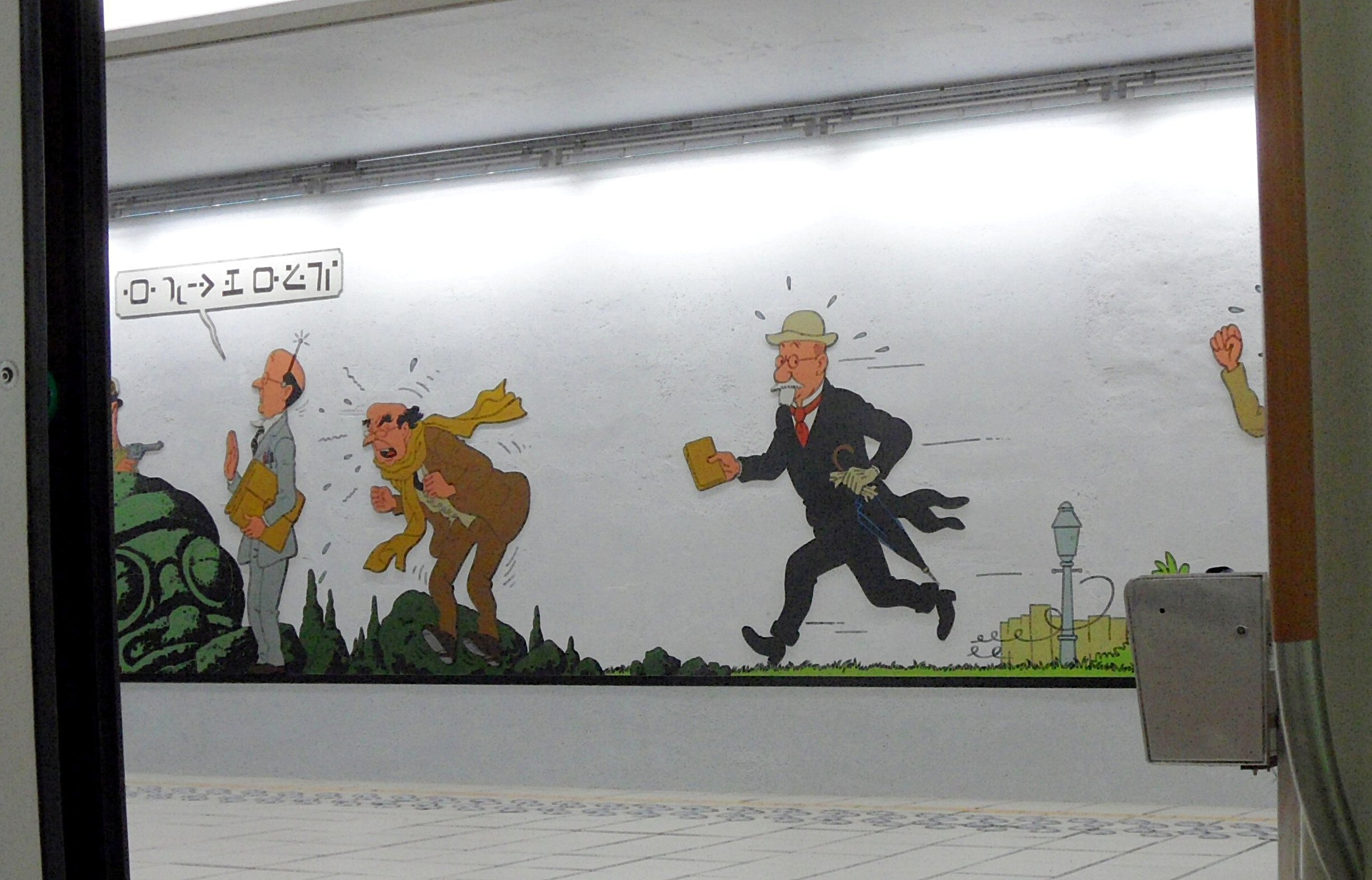
Murale représentant Laszlo Carreidas et Aristide Filoselle avec les gouttes de sueur caractéristiques.

#### Une narration contrainte

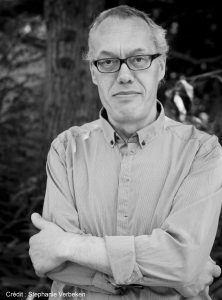
Jan Baetens analyse le style narratif d'Hergé.

#### Le génie du burlesque

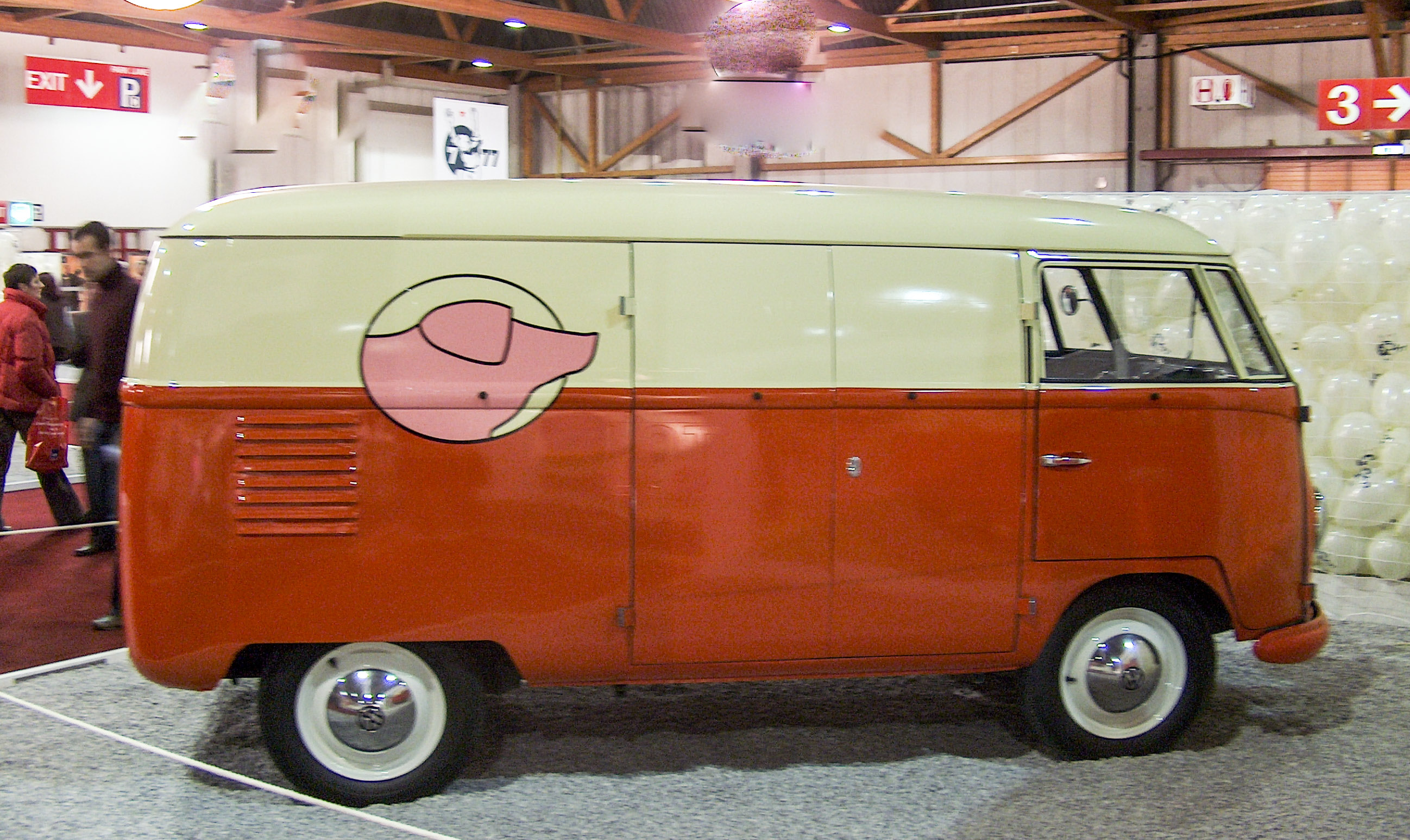
La camionnette Volkswagen Combi de la boucherie Sanzot.